# Libera (mitologia)
Libera (em latim: Lībera [ˈliː.bɛr.a]) foi uma deusa do vinho, fertilidade e liberdade. Ela era a equivalente feminina de Líber (Baco), enquanto que seu nome está na forma feminina. Em algum momento durante o Regal de Roma ou eras iniciais republicanas, ela ficou emparelhada com Líber, também conhecido como Liber Pater "("Pai Livre"), deus romano do vinho, fertilidade masculina, e um guardião das liberdades plebeias.
Ela entrou na história romana como companheira na tríade de culto a Ceres e Líber, em um templo estabelecido no monte Aventino em cerca de 493 a.C. A localização e contexto desse culto inicial marca sua associação com os cidadãos-plebeus de Roma, ou plebe; ela poderia ter sido oferecida em culto em 17 de março como parte do festival de Líber, Liberália, ou em algum momento durante os sete dias da Cereália (de meados a fim de abril); no último festival ela teria subordinada a Ceres. Caso contrário, seu relacionamento com seus parceiros de culto no Aventino é incerto.
Com a instituição do ritus graecia cereris (ritos gregos de Ceres) em cerca de 205 a.C., Libera foi oficialmente identificada com a filha de Ceres, Proserpina, e adquirida com ela uma forma romanizada de rito grego de mistério e mitologia atendente, com base em cultos gregos a Deméter e Perséfone. 
Na era tardia republicana, Cícero descreve Líber e Libera como filhos de Ceres. Em torno do mesmo tempo, possivelmente no contexto do drama popular ou religioso, Higino a iguala com a Ariadne grega, como noiva equivalente do Líber grego, Dioniso: portanto, suas associações mitográficas e identidade parecem longe de ser simples. As formas antigas e novas de seu culto e ritos, e suas diversas associações, persistiram até o final da época imperial. Agostinho de Hipona (354–430) observa que Libera é relacionada à fertilidade feminina, como Líber é com a fertilidade masculina.